# Telagrion oreas
Telagrion oreas är en trollsländeart som beskrevs av Friedrich Ris 1918. Telagrion oreas ingår i släktet Telagrion och familjen dammflicksländor. Inga underarter finns listade i Catalogue of Life.